# 长叶荆
长叶荆（学名：Vitex lanceifolia）为马鞭草科牡荆属下的一个种。

## 扩展阅读
- 維基物種上的相關：长叶荆